# Nekrolog 4. Quartal 1974
Nekrolog
◄◄
| ◄
| 1970
| 1971
| 1972
| 1973
| 1974 | 1975 | 1976 | 1977 | 1978 | ► | ►►
1. Quartal |
2. Quartal |
3. Quartal |
4. Quartal 1974
Weitere Ereignisse | Allgemeiner Nekrolog 1974
Die Beschreibung der verstorbenen Person sollte so kurz wie möglich gehalten sein und nur deren signifikante Tätigkeit(en) enthalten.
Neue Namen ggf. auch unter dem Geburts- und Sterbedatum, also etwa unter 1. Januar und im Geburts- und Sterbejahr (2024) eintragen (nur bei entsprechender großer Wichtigkeit). Für Beispiele siehe die schon vorhandenen Artikel.
Außerdem über die fünf zuletzt Verstorbenen, zu denen es einen ausreichend guten Artikel für eine Präsentation auf der Hauptseite gibt, nach der todesbedingten Überarbeitung der Artikel ggf. auch unter Wikipedia Diskussion:Hauptseite informieren und sie am besten auch in den anderen Wikipedia-Sprachversionen eintragen. Tipp: Regelmäßig bei news.google.de nach „ist tot“, „gestorben“ oder „verstorben“ suchen.
Wenn eine Person gestorben ist, gibt es viele Seiten zu dieser Person in der Wikipedia, die davon auch betroffen sind und entsprechend aktualisiert werden müssen. Beispiele: Namenübersichtsseite, Geburtsjahr, Geburtsort-Seiten und viele mehr.
Wie finde ich die betroffenen Seiten?
Im Suchfeld auf der linken Seite gibt man den Suchbegriff so ein: „Vorname Nachname“. Dann klickt man auf Volltext und alle Seiten mit entsprechendem Suchtext werden aufgerufen. Hier sieht man dann schnell, wo auch das Todesjahr Sinn macht oder sogar ein Teil des Artikels angepasst werden muss. Auch hilft das „Werkzeug“ auf der linken Seite sehr gut, um solche Seiten aufzufinden: „Links auf diese Seite“. Somit ist die Wikipedia wieder aktuell in allen Bereichen! Hinweis: bei Eintragung der Kategorie „Gestorben JAHR“ wird der Missbrauchsfilter 49 ausgelöst, was jedoch nicht schlimm ist. Siehe: Spezial:Missbrauchsfilter/49
Dies ist eine Liste von im vierten Quartal 1974 verstorbenen bekannten Persönlichkeiten. Die Einträge erfolgen innerhalb der einzelnen Daten alphabetisch sortiert. Tiere sind im Nekrolog für Tiere zu finden.

## Oktober
| Tag         | Name                                 | Beruf, bekannt als                                                                                              | Alter | Beleg |
| ----------- | ------------------------------------ | --- | ----- | ----- |
| 1. Oktober  | Fritz Berendsen                      | deutscher Offizier, leitender Angestellter und Politiker (CDU), MdB                                             | 70    |       |
| 1. Oktober  | Erhard Brandl                        | deutscher Prospektor und Forscher in Australien                                                                 | 50    |       |
| 1. Oktober  | Spyridon Marinatos                   | griechischer Archäologe                                                                                         | 72    |       |
| 1. Oktober  | Clifford McIntire                    | US-amerikanischer Politiker                                                                                     | 66    |       |
| 2. Oktober  | Nurul Amin                           | pakistanischer Politiker                                                                                        | 81    |       |
| 2. Oktober  | Walter Bleines                       | deutscher Wasserbauingenieur und Hochschullehrer                                                                | 60    |       |
| 2. Oktober  | Karl-Ewald Fritzsch                  | deutscher Volkskundler und Pädagoge                                                                             | 80    |       |
| 2. Oktober  | Hans Gebhard                         | deutscher Komponist und Musikpädagoge                                                                           | 77    |       |
| 2. Oktober  | Wassili Makarowitsch Schukschin      | russischer Schriftsteller, Regisseur und Schauspieler                                                           | 45    |       |
| 2. Oktober  | Franz Weiß                           | deutscher Agrarwissenschaftler und Politiker (CDU), MdB                                                         | 86    |       |
| 2. Oktober  | Olle Zetherlund                      | schwedischer Fußballspieler                                                                                     | 63    |       |
| 3. Oktober  | Ina Seidel                           | deutsche Schriftstellerin                                                                                       | 89    |       |
| 3. Oktober  | Ernst Sünderhauf                     | deutscher Politiker (SPD)                                                                                       | 66    |       |
| 3. Oktober  | Gustav Völker                        | deutscher Heraldiker                                                                                            | 85    |       |
| 4. Oktober  | Fritz Behr                           | deutscher Kommunalpolitiker (SPD, SED), Lehrer und Literaturwissenschaftler                                     | 93    |       |
| 4. Oktober  | Res Fischer                          | deutsche Opernsängerin und Gesangspädagogin                                                                     | 77    |       |
| 4. Oktober  | Otto Jungmair                        | österreichischer Schriftsteller und Dichter                                                                     | 85    |       |
| 4. Oktober  | Robert Lee Moore                     | US-amerikanischer Mathematiker                                                                                  | 91    |       |
| 4. Oktober  | Leo Nebelsiek                        | deutscher Prähistoriker und Heimatforscher                                                                      | 88    |       |
| 4. Oktober  | Philip Rosendahl                     | dänischer Beamter und Gouverneur von Nordgrönland                                                               | 81    |       |
| 4. Oktober  | Erich Sachers                        | österreichischer Rechtswissenschaftler                                                                          | 85    |       |
| 4. Oktober  | Karl Theodor Schäfer                 | deutscher katholischer Theologe und Hochschullehrer                                                             | 74    |       |
| 4. Oktober  | Anne Sexton                          | US-amerikanische Lyrikerin und Pulitzer-Preisträgerin                                                           | 45    |       |
| 5. Oktober  | Miguel Enríquez                      | chilenischer Mediziner und Politiker                                                                            | 30    |       |
| 5. Oktober  | Robert Fiedler                       | deutscher Politiker (SPD), MdL                                                                                  | 69    |       |
| 5. Oktober  | Richard Küchen                       | deutscher Ingenieur                                                                                             | 76    |       |
| 5. Oktober  | Virgil Miller                        | US-amerikanischer Kameramann                                                                                    | 86    |       |
| 5. Oktober  | Salman Schasar                       | israelischer Politiker und dritter Präsident Israels                                                            | 84    |       |
| 5. Oktober  | Gustav Ernst Robert Schulze          | deutscher Physiker                                                                                              | 63    |       |
| 5. Oktober  | Ebe Stignani                         | italienische Opernsängerin (Mezzosopran, Alt)                                                                   | 71    |       |
| 5. Oktober  | Helmut Träbert                       | deutscher Arzt und Wissenschaftler                                                                              | 54    |       |
| 6. Oktober  | Wilhelm Breitmeyer                   | deutscher Politiker (KPD), Landtagsabgeordneter Bremen                                                          | 87    |       |
| 6. Oktober  | Isaak Semjonowitsch Bruk             | sowjetischer Computeringenieur                                                                                  | 71    |       |
| 6. Oktober  | Guillermo Castillo Bustamante        | venezolanischer Komponist und Pianist                                                                           | 64    |       |
| 6. Oktober  | Josef Condrau                        | Schweizer Politiker (CVP), Journalist, Verleger und Medienmanager                                               | 80    |       |
| 6. Oktober  | Josef Hennerici                      | deutscher Politiker (SPD), MdL                                                                                  | 84    |       |
| 6. Oktober  | Luther Hodges                        | US-amerikanischer Politiker                                                                                     | 76    |       |
| 6. Oktober  | Helmut Koinigg                       | österreichischer Rennfahrer                                                                                     | 25    |       |
| 6. Oktober  | V. K. Krishna Menon                  | indischer Politiker                                                                                             |       |       |
| 6. Oktober  | Delia Reinhardt                      | deutsche Opernsängerin (Sopran) und Malerin                                                                     | 82    |       |
| 7. Oktober  | Rudolf Hindemith                     | deutscher Komponist und Dirigent                                                                                | 74    |       |
| 7. Oktober  | Bernhard Rotterdam                   | deutscher Architekt                                                                                             | 81    |       |
| 7. Oktober  | Hans Schindler                       | deutscher Kapellmeister und Komponist                                                                           | 85    |       |
| 8. Oktober  | Baccio Maria Bacci                   | italienischer Maler                                                                                             | 86    |       |
| 8. Oktober  | Harry Carney                         | US-amerikanischer Jazzsaxophonist                                                                               | 64    |       |
| 8. Oktober  | Bruno Hering                         | deutscher Arzt und Standesfunktionär                                                                            | 82    |       |
| 8. Oktober  | Adolf Kessler                        | deutscher Maler und Grafiker                                                                                    | 84    |       |
| 8. Oktober  | Fritz Kleiner                        | deutscher Politiker (DNVP), MdR                                                                                 | 81    |       |
| 8. Oktober  | Harold Lipstein                      | US-amerikanischer Kameramann russischer Herkunft                                                                | 76    |       |
| 9. Oktober  | Pere Bosch i Gimpera                 | katalanischer Archäologe und Prähistoriker                                                                      | 83    |       |
| 9. Oktober  | Ernst Buchholz                       | deutscher Politiker (SPD), MdBB                                                                                 | 69    |       |
| 9. Oktober  | Guy Clarkson                         | britischer Eishockeyspieler und -trainer                                                                        | 83    |       |
| 9. Oktober  | Karl Gengler                         | deutscher Politiker (CDU), MdL und MdB                                                                          | 88    |       |
| 9. Oktober  | Fritz Kerr                           | österreichischer Fußballspieler und -trainer                                                                    | 82    |       |
| 9. Oktober  | Artur Nacht-Samborski                | polnischer Maler und Hochschullehrer                                                                            | 76    |       |
| 9. Oktober  | Franz Neumann                        | deutscher Politiker (SPD), MdA, MdB                                                                             | 70    |       |
| 9. Oktober  | Fredo Ritscher                       | deutscher Politiker (KPD/SED), Redakteur sowie Chef der Grenz- und Bereitschaftspolizei im Land Brandenburg     | 71    |       |
| 9. Oktober  | Oskar Schindler                      | sudetendeutscher Industrieller, der etwa 1200 Juden vor dem Tod bewahrte                                        | 66    |       |
| 10. Oktober | Armando Alba Zambrana                | bolivianischer Politiker und Diplomat                                                                           | 73    |       |
| 10. Oktober | Hermann Gundert                      | deutscher klassischer Philologe                                                                                 | 65    |       |
| 10. Oktober | A. Irving Hallowell                  | US-amerikanischer Wirtschaftswissenschaftler und Kulturanthropologe                                             | 81    |       |
| 10. Oktober | Marie Luise Kaschnitz                | deutsche Lyrikerin und Schriftstellerin                                                                         | 73    |       |
| 10. Oktober | Herbert Maisch                       | deutscher Theaterintendant, Bühnen- und Filmregisseur                                                           | 83    |       |
| 10. Oktober | Willi Meseck                         | deutscher Politiker (SPD)                                                                                       | 79    |       |
| 10. Oktober | Ljudmila Michailowna Pawlitschenko   | sowjetische Scharfschützin                                                                                      | 58    |       |
| 10. Oktober | Hans Petzsch                         | deutscher Zoologe                                                                                               | 64    |       |
| 10. Oktober | James W. Sullivan                    | US-amerikanischer Szenenbildner und Artdirector                                                                 | 65    |       |
| 10. Oktober | Paul Tastesen                        | deutscher KPD-Funktionär, MdHB                                                                                  | 75    |       |
| 10. Oktober | Joseph Wulf                          | deutsch-polnischer Historiker und Holocaust-Überlebender                                                        | 61    |       |
| 11. Oktober | Friedrich Golling                    | österreichischer Fechter                                                                                        | 90    |       |
| 11. Oktober | Frank Kowalski                       | US-amerikanischer Politiker                                                                                     | 66    |       |
| 11. Oktober | Eberhard Otto                        | deutscher Ägyptologe                                                                                            | 61    |       |
| 11. Oktober | Erich Schenk                         | österreichischer Musikhistoriker                                                                                | 72    |       |
| 11. Oktober | Ralph Tschudi                        | norwegischer Segler                                                                                             | 84    |       |
| 11. Oktober | Erich Wewel                          | deutscher Verleger                                                                                              | 80    |       |
| 12. Oktober | Pink Anderson                        | US-amerikanischer Blues-Musiker                                                                                 | 74    |       |
| 12. Oktober | Max Benkwitz                         | deutscher Bergmann und Politiker (SPD, USPD, KPD, SED), MdR                                                     | 85    |       |
| 12. Oktober | Felix Hurdes                         | österreichischer Politiker, Mitbegründer der ÖVP                                                                | 73    |       |
| 12. Oktober | Wolfgang Stechow                     | deutsch-US-amerikanischer Kunsthistoriker                                                                       | 78    |       |
| 12. Oktober | Joseph Frederick Wagner              | US-amerikanischer Komponist, Dirigent und Musikpädagoge                                                         | 74    |       |
| 13. Oktober | William J. Crow                      | US-amerikanischer Politiker                                                                                     | 72    |       |
| 13. Oktober | Josef Krips                          | österreichischer Dirigent und Violinist                                                                         | 72    |       |
| 13. Oktober | Hans Maurer                          | deutscher Arzt und Politiker (CDU)                                                                              | 61    |       |
| 13. Oktober | P. Schuyler Miller                   | amerikanischer Science-Fiction-Autor und -Kritiker                                                              | 62    |       |
| 13. Oktober | Miyamoto Saburō                      | japanischer Maler                                                                                               | 69    |       |
| 13. Oktober | Hinrich Möller                       | deutscher SS-Brigadeführer und SS- und Polizeiführer für Estland                                                | 68    |       |
| 13. Oktober | Helmut Pichler                       | österreichisch-deutscher Chemiker                                                                               | 70    |       |
| 13. Oktober | Reuven Rubin                         | rumänischstämmiger, israelischer Maler, israelischer Botschafter in Rumänien                                    | 80    |       |
| 13. Oktober | Wojciech Rubinowicz                  | polnischer Physiker                                                                                             | 85    |       |
| 13. Oktober | Julius Hans Spiegel                  | deutscher Tänzer und Maler                                                                                      | 83    |       |
| 13. Oktober | Ed Sullivan                          | US-amerikanischer Entertainer und Moderator                                                                     | 73    |       |
| 13. Oktober | Georg Friedrich Vicedom              | deutscher Theologe und Hochschullehrer                                                                          | 71    |       |
| 13. Oktober | Wilhelm Witte                        | deutscher Bergbauingenieur und Bergwerksdirektor                                                                | 82    |       |
| 14. Oktober | Sattar Bahlulzade                    | aserbaidschanisch-sowjetischer Maler                                                                            | 64    |       |
| 14. Oktober | Otto Binder                          | US-amerikanischer Schriftsteller                                                                                | 63    |       |
| 14. Oktober | Fernando Bonatti                     | italienischer Turner                                                                                            | 80    |       |
| 14. Oktober | Willi Cronauer                       | deutscher Kulturpolitiker, Rundfunkschaffender, Theater- und Filmschauspieler                                   | 73    |       |
| 14. Oktober | Egon Erzum                           | deutscher Politiker (GB/BHE), MdL Bayern                                                                        | 70    |       |
| 14. Oktober | Karl Kern                            | deutscher Politiker (CDU), MdB                                                                                  | 74    |       |
| 14. Oktober | Hermann Schmitt                      | deutscher Gymnasiallehrer, Kirchenhistoriker und Heimatforscher                                                 | 86    |       |
| 15. Oktober | Arie Aroch                           | israelischer Maler und Diplomat                                                                                 | 65    |       |
| 15. Oktober | Jan Everse senior                    | niederländischer Fußballspieler                                                                                 | 52    |       |
| 15. Oktober | Gerhart Heine                        | deutscher Kaufmann und Politiker (LPD)                                                                          | 71    |       |
| 15. Oktober | Glenn Lowell Jepsen                  | US-amerikanischer Paläontologe                                                                                  | 71    |       |
| 15. Oktober | Fritzi Jokl                          | austroamerikanische Opernsängerin (Sopran)                                                                      | 79    |       |
| 15. Oktober | George Wittenborn                    | deutsch-amerikanischer Buchhändler und Verleger                                                                 | 69    |       |
| 16. Oktober | Roger Auboin                         | französischer Ökonom und Bankfachmann                                                                           | 83    |       |
| 16. Oktober | Chembai Vaidyanatha Bhagavatar       | indischer Sänger der karnatischen Musik                                                                         | 78    |       |
| 16. Oktober | Vlasta Děkanová                      | tschechoslowakische Kunstturnerin                                                                               | 65    |       |
| 16. Oktober | Hans Malzacher                       | österreichischer Montanist                                                                                      | 78    |       |
| 16. Oktober | Elisabeth Ohms                       | niederländische Opernsängerin                                                                                   | 86    |       |
| 17. Oktober | William FitzGerald                   | irischer Chief Justice                                                                                          |       |       |
| 17. Oktober | Johannes Krahn                       | deutscher Architekt                                                                                             | 66    |       |
| 17. Oktober | Theodor Pritsch                      | österreichischer Politiker (CS, ÖVP), Landtagsabgeordneter                                                      | 74    |       |
| 17. Oktober | Georg Stahl                          | deutscher Architekt                                                                                             | 94    |       |
| 18. Oktober | Friedrich Bierschenk                 | deutscher Politiker (SPD), MdA                                                                                  | 66    |       |
| 18. Oktober | José Telles da Conceição             | brasilianischer Leichtathlet                                                                                    | 43    |       |
| 18. Oktober | Gil Duggan                           | US-amerikanischer American-Football-Spieler                                                                     | 59    |       |
| 18. Oktober | Anders Lange                         | norwegischer Journalist und Politiker                                                                           | 70    |       |
| 19. Oktober | Fritz Hartmann                       | deutscher Jurist, Gestapobeamter und Kriegsverbrecher                                                           | 68    |       |
| 19. Oktober | Paula Maly                           | österreichische Malerin und Grafikerin                                                                          | 82    |       |
| 19. Oktober | Nur Ali Elahi                        | iranischer Denker, Musiker, Philosoph und Richter                                                               | 79    |       |
| 20. Oktober | Julien Bryan                         | US-amerikanischer Dokumentarfilmer                                                                              | 75    |       |
| 20. Oktober | Ernst Egli                           | österreichisch-schweizerischer Architekt und Stadtplaner                                                        | 81    |       |
| 20. Oktober | Joe Hendricks                        | US-amerikanischer Politiker                                                                                     | 71    |       |
| 20. Oktober | Élie Lescot                          | Präsident von Haiti                                                                                             | 90    |       |
| 20. Oktober | Vilho Pekkala                        | finnischer Ringer                                                                                               | 76    |       |
| 20. Oktober | Karl Pivec                           | österreichischer Historiker                                                                                     | 69    |       |
| 20. Oktober | Konrad Rubner                        | deutscher Forstwissenschaftler                                                                                  | 88    |       |
| 20. Oktober | Margarete Wittkowski                 | deutsche Politikerin, Wirtschaftswissenschaftlerin und Politikerin (KPD, SED), MdV                              | 64    |       |
| 21. Oktober | Frederik Jacobus Johannes Buytendijk | niederländischer Biologe, Anthropologe, Psychologe, Physiologe und Sportmediziner                               | 87    |       |
| 21. Oktober | Friedrich Erbslöh                    | deutscher Neurologe                                                                                             | 56    |       |
| 21. Oktober | Edmond van Genechten                 | belgischer Missionar und Kunstmaler                                                                             | 70    |       |
| 21. Oktober | Willi Lührs                          | deutscher Politiker (SPD)                                                                                       | 61    |       |
| 21. Oktober | John George MacKay                   | kanadischer Politiker, Vizegouverneur von Prince Edward Island                                                  | 80    |       |
| 21. Oktober | Maruyama Kaoru                       | japanischer Schriftsteller                                                                                      | 75    |       |
| 21. Oktober | Wilhelm Meinerzhagen                 | deutscher Arzt und Politiker                                                                                    | 81    |       |
| 21. Oktober | Johannes Nörr                        | deutscher Veterinärmediziner                                                                                    | 88    |       |
| 22. Oktober | Georg Ahrens                         | deutscher Politiker (NSDAP), MdHB, Hamburger Senator                                                            | 78    |       |
| 22. Oktober | Bernhard Laum                        | deutscher Hochschullehrer, zunächst für Altertumswissenschaften, später für Wirtschaftswissenschaften und St... | 90    |       |
| 22. Oktober | Pauline Beery Mack                   | US-amerikanische Chemikerin und Ernährungswissenschaftlerin                                                     | 82    |       |
| 22. Oktober | Franz Schneider                      | Schweizer Fotograf                                                                                              | 76    |       |
| 23. Oktober | Raymond Bracken                      | US-amerikanischer Sportschütze                                                                                  | 83    |       |
| 23. Oktober | Han Coray                            | Schweizer Reformpädagoge                                                                                        | 94    |       |
| 23. Oktober | Adolf Kindermann                     | deutscher katholischer Theologe und Weihbischof                                                                 | 75    |       |
| 23. Oktober | Menyhért Lengyel                     | ungarischer Dramatiker, Journalist und Kritiker                                                                 | 94    |       |
| 23. Oktober | Maetani Koremitsu                    | japanischer Manga-Zeichner                                                                                      | 56    |       |
| 23. Oktober | Hans Linnenbrink                     | deutscher Oberlandforstmeister                                                                                  | 95    |       |
| 23. Oktober | Alexander Alexandrowitsch Orlow      | russischer bzw. sowjetischer Balletttänzer, Schauspieler sowie Estradakünstler                                  | 84    |       |
| 23. Oktober | Egon Zill                            | deutscher SS-Sturmbannführer und Kommandeur verschiedener Konzentrationslager                                   | 68    |       |
| 24. Oktober | Carl Brinitzer                       | deutscher Buchautor und Journalist                                                                              | 67    |       |
| 24. Oktober | Édouard Crut                         | französischer Fußballspieler                                                                                    | 73    |       |
| 24. Oktober | Jekaterina Alexejewna Furzewa        | sowjetische Politikerin                                                                                         | 63    |       |
| 24. Oktober | Victor Kaluza                        | deutscher Lehrer sowie Jugend- und Sachbuchautor                                                                | 78    |       |
| 24. Oktober | Dawid Fjodorowitsch Oistrach         | russischer Geiger                                                                                               | 66    |       |
| 24. Oktober | Salvatore Pelosi                     | italienischer Marineoffizier                                                                                    | 68    |       |
| 24. Oktober | Otto Seitz                           | österreichischer General                                                                                        | 63    |       |
| 24. Oktober | Victor Tubbax                        | belgischer Bahnradsportler                                                                                      | 92    |       |
| 24. Oktober | Hermann Wolters                      | deutscher Politiker (SPD), MdBB                                                                                 | 64    |       |
| 25. Oktober | Fahrettin Altay                      | osmanischer Offizier im Rang eines Obersts und türkischer General                                               | 94    |       |
| 25. Oktober | José López Alavez                    | mexikanischer Komponist                                                                                         | 85    |       |
| 25. Oktober | Sara Reisen                          | jiddische Schriftstellerin und Übersetzerin                                                                     |       |       |
| 25. Oktober | Hans Rueß                            | deutscher Politiker (KDP), MdL und Widerstandskämpfer                                                           | 73    |       |
| 26. Oktober | Josef Bueb                           | deutscher Kommunalpolitiker                                                                                     | 77    |       |
| 26. Oktober | Friedrich Freiwald                   | deutscher Jurist und Politiker (CDU), MdB                                                                       | 63    |       |
| 26. Oktober | Werner Golz                          | deutscher Schachspieler und -journalist                                                                         | 40    |       |
| 26. Oktober | Thomas J. Herbert                    | US-amerikanischer Jurist und Politiker                                                                          | 79    |       |
| 26. Oktober | John W. Leonard                      | US-amerikanischer Militär, General der US Army                                                                  | 84    |       |
| 26. Oktober | Helmut Lindenmeyer                   | deutscher Theologe, Pfarrer und Senator (Bayern)                                                                | 70    |       |
| 26. Oktober | Dan Riddiford                        | neuseeländischer Politiker (National Party)                                                                     | 60    |       |
| 27. Oktober | Valentin Bauer                       | deutscher Politiker (SPD), MdL, Bürgermeister von Ludwigshafen am Rhein                                         | 89    |       |
| 27. Oktober | Rudolf Dassler                       | deutscher Unternehmer                                                                                           | 76    |       |
| 27. Oktober | Paul Frankeur                        | französischer Schauspieler                                                                                      | 69    |       |
| 27. Oktober | Arnold Hoechel                       | Schweizer Architekt                                                                                             | 84    |       |
| 27. Oktober | August Hoppe                         | deutscher Schriftsteller und Journalist                                                                         |       |       |
| 27. Oktober | Hans Lassen                          | deutscher Physiker                                                                                              | 77    |       |
| 27. Oktober | C. P. Ramanujam                      | indischer Mathematiker                                                                                          | 36    |       |
| 27. Oktober | Albert Servais                       | deutscher Politiker (Zentrum), MdR                                                                              | 87    |       |
| 28. Oktober | Bill Campbell                        | US-amerikanischer American-Football-Spieler                                                                     | 54    |       |
| 28. Oktober | Everaldo                             | brasilianischer Fußballspieler                                                                                  | 30    |       |
| 28. Oktober | Richard Hartenberger                 | österreichischer SS-Untersturmführer und Täter des Holocaust                                                    | 63    |       |
| 28. Oktober | David Jones                          | walisischer Künstler                                                                                            | 78    |       |
| 28. Oktober | Louis Saillant                       | französischer Gewerkschafter                                                                                    | 63    |       |
| 29. Oktober | Paul Bastid                          | französischer Jurist und Politiker, Mitglied der Nationalversammlung                                            | 82    |       |
| 29. Oktober | Axel Cadier                          | schwedischer Ringer                                                                                             | 68    |       |
| 29. Oktober | Patrik de Laval                      | schwedischer Sportschütze und Moderner Fünfkämpfer                                                              | 88    |       |
| 29. Oktober | Willy Eberling                       | deutscher Parteisekretär (SPD/KPD/SPD) und Landespolitiker                                                      | 72    |       |
| 29. Oktober | Fritz Horn                           | österreichischer Schauspieler                                                                                   | 87    |       |
| 29. Oktober | Edgar Schnell                        | deutscher Politiker CDU, MdL                                                                                    | 78    |       |
| 30. Oktober | Knuth Becker                         | dänischer Schriftsteller                                                                                        | 83    |       |
| 30. Oktober | Mesrop Habozian                      | armenisch-katholischer Ordensgeistlicher und Generalabt der Mechitaristen von Wien                              | 87    |       |
| 30. Oktober | Gyula Harangozó senior               | ungarischer Balletttänzer und Ballettdirektor                                                                   | 66    |       |
| 30. Oktober | Hans Hinrich                         | deutscher Schauspieler                                                                                          | 70    |       |
| 30. Oktober | Konrad Kübler                        | deutscher Politiker                                                                                             | 90    |       |
| 30. Oktober | Ernst Lothar                         | österreichischer Schriftsteller, Regisseur und Theaterintendant                                                 | 84    |       |
| 30. Oktober | Hanns Otto Münsterer                 | deutscher Mediziner, Schriftsteller und Volkskundler                                                            | 74    |       |
| 31. Oktober | Mordecai Ezekiel                     | amerikanischer Agrarökonom                                                                                      | 75    |       |
| 31. Oktober | Doris Homann                         | deutsch-brasilianische Malerin, Grafikerin, Illustratorin und Keramikerin                                       | 76    |       |
| 31. Oktober | Chubby Johnson                       | US-amerikanischer Schauspieler                                                                                  |       |       |
| 31. Oktober | Maxwell Reed                         | britischer Schauspieler                                                                                         | 55    |       |
| 31. Oktober | Tobi Reiser                          | österreichischer Volksmusiker                                                                                   | 67    |       |
| 31. Oktober | Franz Schattenfroh                   | österreichisch-deutscher Politiker (NSDAP), MdR, Mitglied des Bundesrates                                       | 76    |       |
| 31. Oktober | Micheil Tschiaureli                  | sowjetischer Filmregisseur                                                                                      | 80    |       |
| 31. Oktober | Gheorghe Vasilichi                   | rumänischer Politiker                                                                                           | 72    |       |
| Oktober     | Otto Grün                            | deutscher Mathematiker                                                                                          | 86    |       |

## November
| Tag          | Name                                    | Beruf, bekannt als                                                                                              | Alter | Beleg |
| ------------ | --------------------------------------- | --- | ----- | ----- |
| 1. November  | Felice Bonomini                         | römisch-katholischer Bischof von Terni-Narni-Amelia, Bischof von Como                                           | 79    |       |
| 1. November  | Elena Bonzanigo                         | Schweizer Schriftstellerin                                                                                      | 77    |       |
| 1. November  | Léo Deschâtelets                        | Generaloberer der Oblaten der Makellosen Jungfrau Maria, Konzilsvater                                           | 75    |       |
| 1. November  | Anton Ehrenfried                        | österreichischer Banker und Politiker (ÖVP), Abgeordneter zum Nationalrat                                       | 79    |       |
| 1. November  | František Muzika                        | tschechischer Künstler                                                                                          | 74    |       |
| 1. November  | Paul Smalian                            | deutscher Kunstmaler                                                                                            | 73    |       |
| 2. November  | Jean Dansereau                          | kanadischer Pianist und Musikpädagoge                                                                           | 83    |       |
| 2. November  | Franz Josef Kranewitter                 | österreichischer Bildhauer und Maler                                                                            | 81    |       |
| 2. November  | Richard Kroner                          | deutscher Philosoph                                                                                             | 90    |       |
| 2. November  | Kurt Leucht                             | deutscher Ringer                                                                                                | 71    |       |
| 3. November  | Alfred Bäck                             | österreichischer Politiker (SPÖ), Landtagsabgeordneter                                                          | 70    |       |
| 3. November  | Ernst Loops                             | deutscher Politiker (SPD) und Senator in der Freien Stadt Danzig                                                | 82    |       |
| 3. November  | Walter Pflaumbaum                       | deutscher Agrarwissenschaftler, Landwirt und Politiker (CDU), MdL, MdB                                          | 83    |       |
| 3. November  | Hanns Rückert                           | deutscher evangelischer Kirchenhistoriker                                                                       | 73    |       |
| 4. November  | Zeffiro Furiassi                        | italienischer Fußballspieler und -trainer                                                                       | 51    |       |
| 4. November  | Immanuel Meyer-Pyritz                   | deutscher Maler, Grafiker, Kunsthistoriker und Dozent                                                           | 72    |       |
| 4. November  | Bertram Patenaude                       | US-amerikanischer Fußballspieler                                                                                | 65    |       |
| 4. November  | Grete von Urbanitzky                    | österreichische Schriftstellerin, Übersetzerin und Journalistin                                                 | 83    |       |
| 5. November  | Beqir Balluku                           | albanischer kommunistischer Politiker und Generalleutnant                                                       | 57    |       |
| 5. November  | Patrick Buchan-Hepburn, 1. Baron Hailes | britischer Politiker, Mitglied des House of Commons, Generalgouverneur der Westindischen Föderation             | 73    |       |
| 5. November  | Marcel Cohen                            | französischer Linguist, Orientalist und Romanist                                                                | 90    |       |
| 5. November  | Edward deGraffenried                    | US-amerikanischer Soldat, Rechtsanwalt und Politiker                                                            | 75    |       |
| 5. November  | Heinz Heise                             | deutscher Verleger                                                                                              | 72    |       |
| 6. November  | Mia Pankau                              | deutsche Stummfilmschauspielerin                                                                                | 83    |       |
| 6. November  | Josef Schormüller                       | deutscher Chemiker und Lebensmittelchemiker                                                                     | 71    |       |
| 6. November  | Henrique Golland Trindade               | brasilianischer Geistlicher, Erzbischof von Botucatu                                                            | 77    |       |
| 6. November  | Leopold Wolf                            | deutscher Chemiker, Professor für Anorganische Chemie                                                           | 77    |       |
| 7. November  | Rodolfo Acosta                          | mexikanischer Schauspieler                                                                                      | 54    |       |
| 7. November  | Manuel Bravo                            | chilenischer Fußballspieler                                                                                     | 77    |       |
| 7. November  | Émilie Charmy                           | französische Malerin                                                                                            | 96    |       |
| 7. November  | Sherburne F. Cook                       | US-amerikanischer Physiologe und Anthropologe                                                                   | 77    |       |
| 7. November  | Hans R. Hahnloser                       | Schweizer Kunsthistoriker                                                                                       | 74    |       |
| 7. November  | Alfonso Leng                            | chilenischer Komponist und Odontologe                                                                           | 90    |       |
| 7. November  | Eric Linklater                          | schottischer Schriftsteller                                                                                     | 75    |       |
| 7. November  | Vittorio Longo                          | italienischer Geistlicher und römisch-katholischer Weihbischof in Neapel                                        | 73    |       |
| 7. November  | Reinhold Rabich                         | deutscher Bauingenieur                                                                                          | 72    |       |
| 7. November  | Karl Schöchlin                          | Schweizer Ruderer                                                                                               | 80    |       |
| 7. November  | Rainer Schubert-Soldern                 | österreichischer Zoologe                                                                                        | 73    |       |
| 7. November  | Helene Thimig                           | österreichische Schauspielerin                                                                                  | 85    |       |
| 8. November  | Josef Erbacher                          | deutscher Politiker (BHE, FDP), MdL                                                                             | 64    |       |
| 8. November  | Margaret Furse                          | britische Kostümbildnerin                                                                                       | 63    |       |
| 8. November  | Ivory Joe Hunter                        | US-amerikanischer Bluesmusiker                                                                                  | 60    |       |
| 8. November  | Agathe Lindner-Welk                     | deutsche Schriftstellerin                                                                                       | 82    |       |
| 8. November  | Wolf Messing                            | Hellseher und Hypnotiseur                                                                                       | 75    |       |
| 8. November  | Anna Mosolf                             | deutsche Lehrerin und Rektorin, Mitbegründerin der Gewerkschaft Erziehung und Wissenschaft sowie des Deutsch... | 79    |       |
| 9. November  | Maturino Blanchet                       | italienischer Geistlicher, Bischof des Bistums Aosta                                                            | 82    |       |
| 9. November  | Thomas Dumbill                          | britischer Geher                                                                                                | 90    |       |
| 9. November  | Gitta Lind                              | deutsche Schlagersängerin                                                                                       | 49    |       |
| 9. November  | Holger Meins                            | deutscher Terrorist der Rote Armee Fraktion (RAF)                                                               | 33    |       |
| 9. November  | Walther Niekerken                       | niederdeutscher Philologe                                                                                       | 74    |       |
| 9. November  | Norbert Maria Schachinger               | österreichischer römisch-katholischer Geistlicher, Benediktiner, Religionspädagoge, Autor und Ordensgründer     | 77    |       |
| 9. November  | Paul Tabori                             | österreichisch-ungarischer, später britischer Novellist, Journalist, Drehbuchautor und Essayist                 | 66    |       |
| 9. November  | Paul Weitkus                            | deutscher Generalmajor der Luftwaffe im Zweiten Weltkrieg                                                       | 76    |       |
| 9. November  | Egon Wellesz                            | österreichisch-britischer Komponist und Musikwissenschaftler                                                    | 89    |       |
| 10. November | Walter Damus                            | deutscher Pädagoge, Gegner des Nationalsozialismus, Emigrant                                                    | 73    |       |
| 10. November | Günter von Drenkmann                    | deutscher Jurist und Präsident des Kammergerichts Berlin, Attentatsopfer der Bewegung 2. Juni                   | 64    |       |
| 10. November | Noah J. Frey                            | US-amerikanischer Versicherungsmanager                                                                          | 91    |       |
| 10. November | Luis Ponce                              | chilenischer Fußballspieler                                                                                     | 64    |       |
| 10. November | Wolfgang Schadewaldt                    | deutscher Literaturwissenschaftler, Altphilologe und Übersetzer                                                 | 74    |       |
| 10. November | Robert Simpson                          | US-amerikanischer Hürdenläufer und Leichtathletiktrainer                                                        | 82    |       |
| 11. November | Elisabeth Busse-Wilson                  | deutsche Historikerin                                                                                           | 84    |       |
| 11. November | Herbert Fust                            | deutscher Politiker (NSDAP), MdR                                                                                | 75    |       |
| 11. November | Gustav Hoppe                            | österreichischer Architekt                                                                                      | 75    |       |
| 11. November | Maria Klingenheben-von Tiling           | deutsche Afrikanistin                                                                                           | 88    |       |
| 11. November | Umberto Malchiodi                       | Erzbischof und Bischof emeritus von Piacenza                                                                    | 85    |       |
| 11. November | Eberardo Pavesi                         | italienischer Radrennfahrer                                                                                     | 91    |       |
| 11. November | Adolf Schütz                            | österreichischer Schauspieler, Regisseur, Theaterleiter, Drehbuchautor und Schriftsteller                       | 79    |       |
| 11. November | Walter Winnig                           | deutscher Kapellmeister, Komponist und Filmkomponist                                                            | 89    |       |
| 11. November | Dorothea Wüsten                         | deutsche Keramikerin, Malerin und Zeichnerin                                                                    | 81    |       |
| 12. November | Anthony Cooper                          | englischer Fußballspieler                                                                                       | 81    |       |
| 12. November | Arnold Czempin                          | deutscher Schauspieler der Stummfilmzeit und Doktor der Philosophie                                             | 87    |       |
| 12. November | Karl Ebert                              | deutscher katholischer Theologe                                                                                 | 58    |       |
| 12. November | Seishi Kikuchi                          | japanischer Physiker                                                                                            | 72    |       |
| 12. November | Ernst Martin                            | deutscher Politiker (DNVP), MdR                                                                                 | 89    |       |
| 12. November | Sergei Pawlowitsch Urussewski           | sowjetischer Kameramann und Regisseur                                                                           | 65    |       |
| 12. November | Þórbergur Þórðarson                     | isländischer Schriftsteller                                                                                     | 86    |       |
| 13. November | Luise Blumberg                          | deutsche Kommunalpolitikerin und Abgeordnete der Rheinischen Provinziallandtags                                 | 84    |       |
| 13. November | Walter Blume                            | deutscher Massenmörder, Anführer des Sonderkommandos 7a in Weißrussland, Leiter der Personalabteilung im Rei... | 68    |       |
| 13. November | Vittorio De Sica                        | italienischer Schauspieler und Filmregisseur des Neorealismus                                                   | 73    |       |
| 13. November | Paul Gury                               | kanadischer Schauspieler und Regisseur französischer Herkunft                                                   | 86    |       |
| 13. November | Karen Silkwood                          | US-amerikanische Menschenrechts-Aktivistin und Skandalaufdeckerin                                               | 28    |       |
| 14. November | Johnny Mack Brown                       | US-amerikanischer Schauspieler und Footballspieler                                                              | 70    |       |
| 14. November | Les Densley                             | australischer Politiker, Präsident des South Australian Legislative Council                                     | 80    |       |
| 14. November | János Mácza                             | ungarischer Schriftsteller und Kulturwissenschaftler                                                            | 81    |       |
| 14. November | Ulrich Noack                            | deutscher Historiker                                                                                            | 75    |       |
| 14. November | Hans Laurids Sørensen                   | dänischer Turner                                                                                                | 73    |       |
| 14. November | Abdellatif Zeroual                      | marokkanischer Lehrer und Politiker                                                                             |       |       |
| 15. November | Aud Egede-Nissen                        | norwegische Schauspielerin und Theaterregisseurin                                                               | 81    |       |
| 15. November | Richard Knaus                           | österreichischer Landschafts- und Porträtmaler                                                                  | 84    |       |
| 15. November | Walther Meißner                         | deutscher Physiker                                                                                              | 91    |       |
| 15. November | Walter Rieck                            | deutscher Politiker und Retter zweier Jüdinnen                                                                  | 89    |       |
| 15. November | Konstantin Shayne                       | russisch-amerikanischer Schauspieler                                                                            | 85    |       |
| 16. November | Ernst Bindel                            | deutscher Mathematiker und Anthroposoph                                                                         | 84    |       |
| 16. November | Werner Issel                            | deutscher Architekt                                                                                             | 90    |       |
| 16. November | Mike Leadbitter                         | britischer Blues-Forscher, Autor und Herausgeber                                                                | 32    |       |
| 16. November | Friedrich J. Lucas                      | deutscher Historiker und Geschichtsdidaktiker                                                                   | 47    |       |
| 17. November | Clive Brook                             | britischer Schauspieler                                                                                         | 87    |       |
| 17. November | Benjamin Farrington                     | irischer Klassischer Philologe und Wissenschaftshistoriker                                                      | 83    |       |
| 17. November | Erskine Hamilton Childers               | vierter Präsident von Irland (1973–1974)                                                                        | 68    |       |
| 17. November | Kirsten Hansteen                        | norwegische Politikerin (NKP), Mitglied des Storting                                                            | 71    |       |
| 17. November | Ursula Herking                          | deutsche Schauspielerin und Kabarettistin                                                                       | 62    |       |
| 17. November | Heinrich Ruppel                         | deutscher Schriftsteller                                                                                        | 88    |       |
| 18. November | Georg Cufodontis                        | österreichischer Botaniker und Professor                                                                        | 78    |       |
| 18. November | Juan Francisco García                   | dominikanischer Komponist                                                                                       | 82    |       |
| 18. November | Rudolf Jäger                            | deutscher Gewerkschafter und Politiker (KPD, SED), MdV                                                          | 67    |       |
| 18. November | Awenir Alexandrowitsch Jakowkin         | russischer Astronom                                                                                             | 87    |       |
| 18. November | Gösta Lilliehöök                        | schwedischer Moderner Fünfkämpfer                                                                               | 90    |       |
| 18. November | Hans Moser                              | Schweizer Dressurreiter                                                                                         | 73    |       |
| 19. November | August Ahrens                           | deutscher Beamter und Politiker (SPD)                                                                           | 84    |       |
| 19. November | George Brunies                          | US-amerikanischer Jazz-Posaunist                                                                                | 72    |       |
| 19. November | Franz Bulitta                           | Geistlicher Rat und katholischer Pfarrer                                                                        | 73    |       |
| 19. November | Louise Fitzhugh                         | US-amerikanische Kinder- und Jugendbuchautorin und -illustratorin                                               | 46    |       |
| 19. November | Marta Giesemann                         | deutsche Politikerin (SPD), MdL                                                                                 | 77    |       |
| 19. November | Alessandro Momo                         | italienischer Schauspieler                                                                                      | 17    |       |
| 19. November | Friedrich-Wilhelm Wichmann              | deutscher Leichtathlet                                                                                          | 73    |       |
| 20. November | Ilse Barleben                           | deutsche Historikerin und Werksarchivarin                                                                       | 70    |       |
| 20. November | César Debaets                           | belgischer Radrennfahrer                                                                                        | 82    |       |
| 20. November | Manuel Dicenta                          | spanischer Schauspieler                                                                                         | 69    |       |
| 20. November | Oskar Eggert                            | deutscher Lehrer und Historiker, Vorsitzender der Pommerschen Landsmannschaft                                   | 78    |       |
| 20. November | Hugo Gold                               | österreich-israelischer Historiker                                                                              | 79    |       |
| 20. November | Kurt Leimer                             | deutscher Pianist, Komponist und Klavierpädagoge                                                                | 54    |       |
| 20. November | Laura Carola Mazirel                    | niederländische Juristin, Autorin                                                                               | 66    |       |
| 20. November | Ernst Stuck                             | deutscher Zahnarztfunktionär                                                                                    | 80    |       |
| 20. November | Rustom Jal Vakil                        | indischer Mediziner                                                                                             | 63    |       |
| 21. November | Louis Bailly                            | kanadischer Violinist und Musikpädagoge                                                                         | 92    |       |
| 21. November | Marco Bontá                             | chilenischer Maler                                                                                              | 75    |       |
| 21. November | Peter Geuer                             | deutscher Politiker und Oberbürgermeister                                                                       | 78    |       |
| 21. November | David Knowles                           | englischer Historiker                                                                                           | 78    |       |
| 21. November | Frank Martin                            | Schweizer Komponist                                                                                             | 84    |       |
| 21. November | Francisc Spielmann                      | rumänischer und ungarischer Fußballspieler                                                                      | 58    |       |
| 21. November | Hermann Wielandner                      | österreichischer Politiker (SPÖ), Abgeordneter zum Nationalrat                                                  | 54    |       |
| 22. November | Ralph Capone                            | italienisch-amerikanischer Mobster                                                                              | 80    |       |
| 22. November | Eduard Heintz                           | deutscher Betriebsratsvorsitzender                                                                              | 93    |       |
| 22. November | Juozas Mickevičius                      | litauischer Bildungs- und Erziehungswissenschaftler und Hochschullehrer                                         | 67    |       |
| 22. November | Iwan Wassiljewitsch Popow               | russischer Geologe und Hochschullehrer                                                                          | 85    |       |
| 22. November | Boris Rajewsky                          | deutscher Biophysiker und Strahlenforscher ukrainischer Herkunft                                                | 81    |       |
| 23. November | Ettore Desderi                          | italienischer Komponist                                                                                         | 81    |       |
| 23. November | Werner Drews                            | deutscher Offizier, Oberstleutnant der Wehrmacht und zuletzt Generalmajor der Bundeswehr                        | 60    |       |
| 23. November | Jacques Duron                           | französischer Dichter, Romanist und Musikschriftsteller                                                         | 70    |       |
| 23. November | Raymond H. Fleming                      | US-amerikanischer Offizier, Generalmajor der US Army                                                            | 85    |       |
| 23. November | Emy Machnow                             | schwedische Schwimmerin                                                                                         | 77    |       |
| 23. November | Cornelius Ryan                          | irisch-US-amerikanischer Journalist und Schriftsteller                                                          | 54    |       |
| 24. November | Aurelio Arturo                          | kolumbianischer Schriftsteller und Lyriker                                                                      | 68    |       |
| 24. November | Franz Biehler                           | deutscher Militärbeamter                                                                                        | 79    |       |
| 24. November | Nina Façon                              | rumänische Romanistin, Italianistin und Übersetzerin                                                            | 65    |       |
| 24. November | Frederick Fall                          | österreichischer Dirigent und Komponist                                                                         | 73    |       |
| 24. November | Johann Fück                             | deutscher Orientalist                                                                                           | 80    |       |
| 24. November | Aklilu Habte-Wold                       | äthiopischer Politiker                                                                                          | 62    |       |
| 24. November | Endelkachew Makonnen                    | äthiopischer Politiker                                                                                          |       |       |
| 24. November | Adolf Süsterhenn                        | deutscher Politiker (CDU), MdL, MdB, Minister, Rechtsanwalt                                                     | 69    |       |
| 24. November | Robert Charles Zaehner                  | britischer, englischer Sprachwissenschaftler, Professor und Dozent in Oxford                                    | 61    |       |
| 25. November | André Daher                             | französischer Politiker, Mitglied der Nationalversammlung                                                       | 83    |       |
| 25. November | Nick Drake                              | britischer Gitarrist, Sänger und Songwriter                                                                     | 26    |       |
| 25. November | Raymond Legrand                         | französischer Orchesterleiter und Komponist                                                                     | 66    |       |
| 25. November | U Thant                                 | birmanischer Politiker, Generalsekretär der Vereinten Nationen (1961–1971)                                      | 65    |       |
| 26. November | Mimo Billi                              | italienischer Schauspieler                                                                                      | 64    |       |
| 26. November | Cyril Connolly                          | englischer Schriftsteller, Literaturkritiker und Journalist                                                     | 71    |       |
| 26. November | Max Fork                                | deutscher Möbelfabrikant, Gestalter und Innenarchitekt in Reutlingen und Heilbronn                              | 82    |       |
| 26. November | Wilhelm Kästner                         | deutscher Jurist und Politiker (Wirtschaftspartei)                                                              | 86    |       |
| 26. November | John Layard                             | englischer Anthropologe und Psychologe                                                                          | 82    |       |
| 26. November | Sven Malm                               | schwedischer Sprinter und Hürdenläufer                                                                          | 80    |       |
| 26. November | Hilary Minc                             | polnischer Ökonom und Politiker, Mitglied des Sejm                                                              | 69    |       |
| 26. November | Bohumil Rameš                           | böhmisch-tschechoslowakischer Radrennfahrer                                                                     | 79    |       |
| 26. November | Robert Schulz                           | deutscher Politiker (NSDAP), MdR, SS-Brigadeführer                                                              | 74    |       |
| 26. November | Erich Simmel                            | deutscher Jurist und Politiker (DVP, GB/BHE), MdL                                                               | 89    |       |
| 26. November | Annette Thoma                           | bayerische Volksmusikerin                                                                                       | 88    |       |
| 27. November | Roman Chwalek                           | deutscher Politiker (USPD, KPD, SED), MdR, MdV, Minister für Arbeit der DDR                                     | 76    |       |
| 27. November | Ernst Prinz                             | deutscher Architekt                                                                                             | 96    |       |
| 27. November | Heinrich Remy                           | deutscher Chemiker                                                                                              | 84    |       |
| 27. November | Renate Schacht                          | deutsche Schauspielerin                                                                                         | 52    |       |
| 27. November | Elsa Maria Schiller                     | österreichische Pianistin, Rundfunkmitarbeiterin und Schallplattenproduzentin                                   | 77    |       |
| 28. November | Leopold Eckhart                         | österreichischer Politiker (SPÖ), Landtagsabgeordneter                                                          | 74    |       |
| 28. November | Hermann Fissbeck                        | deutscher Politiker (SPD)                                                                                       | 72    |       |
| 28. November | Alfred Heinrich                         | deutscher Ornithologe und Heimatforscher                                                                        | 79    |       |
| 28. November | Adalbert Klingler                       | Handpuppenspieler                                                                                               | 77    |       |
| 28. November | Konstantin Stepanowitsch Melnikow       | russischer Architekt                                                                                            | 84    |       |
| 28. November | Sayed Nosseir                           | ägyptischer Gewichtheber                                                                                        | 69    |       |
| 29. November | Jim Braddock                            | US-amerikanischer Boxer                                                                                         | 69    |       |
| 29. November | Sylvia Gibson                           | schwedische Landschaftsarchitektin, Lehrerin und Verfasserin                                                    | 55    |       |
| 29. November | Elisabeth Haseloff                      | erste Pastorin in Deutschland                                                                                   | 60    |       |
| 29. November | Haroldson Hunt                          | US-amerikanischer Ölmilliardär                                                                                  | 85    |       |
| 29. November | Dušan Marković                          | jugoslawischer Fußballspieler und -trainer                                                                      | 68    |       |
| 29. November | Peng Dehuai                             | chinesischer Politiker                                                                                          | 76    |       |
| 29. November | Ludwig Preller                          | deutscher Politiker (SPD), MdL, MdB                                                                             | 77    |       |
| 29. November | Tauno Suvanto                           | finnischer Sprinter                                                                                             | 50    |       |
| 29. November | Ferdinand Swatosch                      | österreichischer Fußball-Nationalspieler                                                                        | 80    |       |
| 30. November | Diether von Boehm-Bezing                | deutscher Offizier, zuletzt General der Kavallerie im Zweiten Weltkrieg                                         | 94    |       |
| 30. November | Martin Borrmann                         | deutscher Schriftsteller                                                                                        | 79    |       |
| 30. November | Reinhold Ewald                          | deutscher Maler                                                                                                 | 84    |       |
| 30. November | Johann Hoffmann                         | österreichischer Fußballspieler                                                                                 | 66    |       |
| 30. November | Fritz Marbach                           | Schweizer Nationalökonom und Politiker (SP)                                                                     | 82    |       |
| 30. November | John J. McIntyre                        | US-amerikanischer Politiker                                                                                     | 69    |       |
| 30. November | Benkt Norelius                          | schwedischer Turner                                                                                             | 88    |       |
| 30. November | Rudolf von Twickel                      | deutscher Gutsbesitzer, Mitbegründer des Malteser-Hilfsdienstes                                                 | 81    |       |
| November     | Moura Budberg                           | russische Baronin                                                                                               |       |       |
| November     | Sophie Gärtner                          | österreichische Politikerin (CS) und Vereinsfunktionärin                                                        | 94    |       |

## Dezember
| Tag          | Name                             | Beruf, bekannt als                                                                                              | Alter | Beleg |
| ------------ | -------------------------------- | --- | ----- | ----- |
| 1. Dezember  | Erich Aehnelt                    | deutscher Veterinärmediziner und Hochschullehrer                                                                | 57    |       |
| 1. Dezember  | Jürgen Bolland                   | deutscher Archivar und Historiker                                                                               | 52    |       |
| 1. Dezember  | Anita Brenner                    | mexikanische und US-amerikanische Anthropologin, Kunstkritikerin, Historikerin, Journalistin, Kinderbuchauto... | 69    |       |
| 1. Dezember  | Jan Olaf Chmielewski             | polnischer Stadtplaner                                                                                          | 79    |       |
| 1. Dezember  | Wadim Jewgenjewitsch Laschkarjow | ukrainischer Halbleiter-Physiker                                                                                | 71    |       |
| 1. Dezember  | Oswald Lutz                      | österreichischer Komponist, Geiger, Kritiker und Musikpädagoge                                                  | 66    |       |
| 1. Dezember  | Lajos Zilahy                     | ungarischer Autor                                                                                               | 83    |       |
| 2. Dezember  | Lucio Cabañas Barrientos         | mexikanischer Revolutionär                                                                                      | 35    |       |
| 2. Dezember  | Paul B. Dague                    | US-amerikanischer Politiker                                                                                     | 76    |       |
| 2. Dezember  | Sophie-Carmen Eckhardt-Gramatté  | russische Klavier- und Violinvirtuosin und Komponistin                                                          | 75    |       |
| 2. Dezember  | Emil Figge                       | deutscher Pädagoge                                                                                              | 75    |       |
| 2. Dezember  | Italo Gismondi                   | italienischer Architekt, Bauforscher und Klassischer Archäologe                                                 | 87    |       |
| 2. Dezember  | Bogia Horska                     | böhmisch-österreichische Schauspielerin bei Bühne und Stummfilm                                                 | 88    |       |
| 2. Dezember  | Sinaida Jermoljewa               | sowjetische Mikrobiologin und Bakteriologin                                                                     | 76    |       |
| 2. Dezember  | Harro Thomsen                    | deutscher Jurist, Polizist im Nationalsozialismus                                                               | 63    |       |
| 2. Dezember  | Emil Vogt                        | Schweizer Prähistoriker                                                                                         | 68    |       |
| 2. Dezember  | Max Weber                        | Schweizer Politiker                                                                                             | 77    |       |
| 3. Dezember  | Antoni Griera i Gaja             | spanischer Romanist und Katalanist                                                                              | 87    |       |
| 3. Dezember  | Erich Holder                     | deutscher Produktionsleiter, Filmproduzent, Regieassistent, Schauspieler und Regisseur                          | 73    |       |
| 3. Dezember  | Hans Leibelt                     | deutscher Schauspieler                                                                                          | 89    |       |
| 3. Dezember  | Ernst Lemberger                  | österreichischer Diplomat                                                                                       | 68    |       |
| 3. Dezember  | Milo B. Lory                     | US-amerikanischer Tontechniker und Oscarpreisträger                                                             | 71    |       |
| 3. Dezember  | August Münzebrock                | deutscher Politiker (NSDAP)                                                                                     | 81    |       |
| 3. Dezember  | Wilhelm Schieber                 | sorbischer Maler                                                                                                | 87    |       |
| 3. Dezember  | Vincent Stanislaus Waters        | US-amerikanischer Geistlicher, römisch-katholischer Bischof von Raleigh                                         | 70    |       |
| 4. Dezember  | Karl Dehmann                     | deutscher Maler                                                                                                 | 88    |       |
| 4. Dezember  | Irmgard Huber                    | Verurteilte Oberschwester der Tötungsanstalt Hadamar                                                            | 73    |       |
| 4. Dezember  | Lee Kinsolving                   | US-amerikanischer Schauspieler                                                                                  | 36    |       |
| 4. Dezember  | Rudolf Mirbt                     | deutscher Pädagoge und Schriftsteller                                                                           | 78    |       |
| 4. Dezember  | Agostino Ferrante di Ruffano     | italienischer Diplomat                                                                                          | 89    |       |
| 4. Dezember  | Emanuel Schäfer                  | deutscher Polizist, im Dritten Reich Regierungs- und Kriminalrat, SS-Oberführer, Befehlshaber der Sicherheit... | 74    |       |
| 4. Dezember  | Otto Schultze-Rhonhof            | deutscher Verwaltungsjurist                                                                                     | 77    |       |
| 4. Dezember  | Josef Vögele                     | deutscher Journalist und Verleger                                                                               | 81    |       |
| 5. Dezember  | Rasmus Frandsen                  | dänischer Ruderer                                                                                               | 88    |       |
| 5. Dezember  | Pietro Germi                     | italienischer Filmregisseur, Drehbuchautor, Schauspieler und Filmproduzent                                      | 60    |       |
| 5. Dezember  | Maria von Heider-Schweinitz      | deutsche Malerin des Expressionismus                                                                            | 80    |       |
| 5. Dezember  | Ernst Herdi                      | Schweizer Lehrer und Historiker                                                                                 | 83    |       |
| 5. Dezember  | Hazel Hotchkiss Wightman         | US-amerikanische Tennis- und Badmintonspielerin                                                                 | 87    |       |
| 5. Dezember  | Karl Lahr                        | deutscher Landwirt und Politiker (FDP, FVP, DP), MdL, MdB                                                       | 75    |       |
| 5. Dezember  | Alex Lindsay                     | neuseeländischer Geiger, Orchesterleiter und Musikpädagoge                                                      | 55    |       |
| 05. Dezember | Leopold Linhart                  | österreichischer Eiskunstläufer und Eiskunstlauftrainer                                                         | 60    |       |
| 5. Dezember  | Ernst Ulbrich                    | österreichischer Beamter und Politiker (SPÖ), Abgeordneter zum Nationalrat                                      | 59    |       |
| 5. Dezember  | Richard Whitney                  | US-amerikanischer Bankier, Investmentberater und Broker                                                         | 86    |       |
| 6. Dezember  | Maximilian de Angelis            | österreichisch-deutscher Offizier, zuletzt General der Artillerie im Zweiten Weltkrieg                          | 85    |       |
| 6. Dezember  | Robert Ljudwigowitsch Bartini    | sowjetisch-italienischer Flugzeugkonstrukteur                                                                   | 77    |       |
| 6. Dezember  | Per Collinder                    | schwedischer Astronom                                                                                           | 84    |       |
| 6. Dezember  | Endre von Ivánka                 | österreichischer Klassischer Philologe und Byzantinist                                                          | 72    |       |
| 6. Dezember  | Johann Kaufmann                  | österreichischer Politiker, Abgeordneter des Salzburger Landtages                                               | 68    |       |
| 6. Dezember  | Jekaterina Kostyljowa-Labunzowa  | russische bzw. sowjetische Mineralogin und Petrographin                                                         | 79    |       |
| 6. Dezember  | Nikolai Gerassimowitsch Kusnezow | sowjetischer Admiral                                                                                            | 70    |       |
| 6. Dezember  | Georg Lehmann                    | deutscher Jurist, Präsident des Deutschen Tischtennis-Bundes                                                    | 87    |       |
| 7. Dezember  | Robert Buchet                    | französischer Automobilrennfahrer und Rennstallbesitzer                                                         | 52    |       |
| 7. Dezember  | Ludwig Steimle                   | deutscher Politiker, Oberbürgermeister von Ravensburg                                                           |       |       |
| 7. Dezember  | Paul Wartelle                    | französischer Turner                                                                                            | 82    |       |
| 7. Dezember  | Jakob Ziegler                    | deutscher Weingutsbesitzer und Politiker (CDU), MdL                                                             | 80    |       |
| 8. Dezember  | Käte Alving                      | deutsche Schauspielerin und Synchronsprecherin                                                                  | 78    |       |
| 8. Dezember  | Carl Jäcker                      | deutscher Politiker (SPD), MdR                                                                                  | 90    |       |
| 8. Dezember  | Radschab Ali Mansur              | iranischer Politiker, Minister und Premierminister des Iran                                                     |       |       |
| 8. Dezember  | Hugues Panassié                  | französischer Musikkritiker                                                                                     | 62    |       |
| 8. Dezember  | Franz Wagner                     | deutscher und österreichischer Fußballspieler                                                                   | 63    |       |
| 9. Dezember  | Walter Guyton Cady               | US-amerikanischer Physiker und Elektroingenieur                                                                 | 99    |       |
| 9. Dezember  | Walburga Gmür                    | Schweizer Schauspielerin                                                                                        | 72    |       |
| 9. Dezember  | Heinrich Stern                   | österreichischer Politiker (SPÖ), Landtagsabgeordneter                                                          | 77    |       |
| 9. Dezember  | Hans Traut                       | deutscher Offizier, zuletzt Generalleutnant im Zweiten Weltkrieg                                                | 79    |       |
| 9. Dezember  | Ludwig Weber                     | österreichischer Opernsänger (Bass)                                                                             | 75    |       |
| 10. Dezember | Ida Eberhardt                    | deutsche Pädagogin                                                                                              | 86    |       |
| 10. Dezember | Arno Fehringer                   | deutscher Maler, Grafiker, Drucker, Lyriker und Philosoph                                                       | 67    |       |
| 10. Dezember | Zora Karaman                     | jugoslawische Entomologin                                                                                       | 67    |       |
| 10. Dezember | Manuel Komroff                   | US-amerikanischer Autor                                                                                         | 84    |       |
| 10. Dezember | Edward William Charles Noel      | britischer Offizier und Geheimagent                                                                             | 88    |       |
| 10. Dezember | Nancy Parkinson                  | britische Kulturfunktionärin                                                                                    | 70    |       |
| 10. Dezember | Emma Portheine-Rink              | niederländische Malerin, Aquarellistin und Zeichnerin                                                           | 93    |       |
| 10. Dezember | Aristodemo Santamaria            | italienischer Fußballspieler                                                                                    | 82    |       |
| 10. Dezember | Shōji Toshishige                 | japanischer Generalmajor                                                                                        | 84    |       |
| 10. Dezember | Robert Zumbühl                   | Schweizer Politiker (FDP)                                                                                       | 73    |       |
| 11. Dezember | Paul Danhauser                   | deutscher Generalleutnant, Ritterkreuzträger und Divisionskommandeur                                            | 82    |       |
| 11. Dezember | Maurice Duggan                   | neuseeländischer Schriftsteller und Werbetexter                                                                 | 52    |       |
| 11. Dezember | Samuel Echt                      | deutschamerikanischer Pädagoge                                                                                  | 86    |       |
| 11. Dezember | André Géraud                     | französischer Journalist                                                                                        | 92    |       |
| 11. Dezember | Per-Martin Hamberg               | schwedischer Komponist, Skriptverfasser, Regisseur, Schriftsteller und Radioproduzent                           | 62    |       |
| 11. Dezember | Paul van Katwijk                 | US-amerikanischer Pianist, Dirigent und Komponist                                                               | 89    |       |
| 11. Dezember | Hans Loeffke                     | deutscher Forstbeamter und Offizier                                                                             | 68    |       |
| 11. Dezember | Maria von den Wundern Jesu       | spanische unbeschuhte Karmelitin, Heilige                                                                       | 83    |       |
| 11. Dezember | Ward McLanahan                   | US-amerikanischer Stabhochspringer und Hürdenläufer                                                             | 91    |       |
| 11. Dezember | Wolfgang Rothe                   | deutscher Romanist                                                                                              | 54    |       |
| 12. Dezember | Karl Arnstein                    | österreichischer Ingenieur in der deutschen und amerikanischen Zeppelin- und Prallluftschiffkonstruktion        | 87    |       |
| 12. Dezember | Eduard Lais                      | deutscher Volkswirt und Politiker (BCSV, CDU), MdL                                                              | 81    |       |
| 12. Dezember | Fărâmiță Lambru                  | rumänischer Roma-Sänger und Akkordeonspieler                                                                    | 47    |       |
| 12. Dezember | Berndt-Otto Rehbinder            | schwedischer Fechter                                                                                            | 56    |       |
| 12. Dezember | Ulrich Stock                     | deutscher Straf- und Wehrrechtler; Richter am Reichskriegsgericht                                               | 78    |       |
| 12. Dezember | Klaus J. Vetter                  | deutscher Elektrochemiker                                                                                       | 58    |       |
| 13. Dezember | John G. Bennett                  | britischer Mathematiker und spiritueller Autor                                                                  | 77    |       |
| 13. Dezember | Robert Bennett                   | US-amerikanischer Hammerwerfer                                                                                  | 55    |       |
| 13. Dezember | Annamarie Doherr                 | deutsche Journalistin                                                                                           | 65    |       |
| 13. Dezember | Yakup Kadri Karaosmanoğlu        | türkischer Journalist, Politiker und Schriftsteller                                                             | 85    |       |
| 13. Dezember | Fritz Lützenberg                 | deutscher Hochschullehrer für Kleintierzucht in Ost-Berlin                                                      | 73    |       |
| 13. Dezember | Henri de Monfreid                | französischer Schriftsteller und Abenteurer                                                                     | 95    |       |
| 13. Dezember | José Navarro Morenes             | spanischer Springreiter                                                                                         | 77    |       |
| 13. Dezember | Paul Vorläufer                   | deutscher Fußballspieler                                                                                        | 50    |       |
| 14. Dezember | Nina Agadschanowa-Schutko        | russische bzw. sowjetische Revolutionärin, Drehbuchautorin, Regisseurin und Hochschullehrerin                   | 85    |       |
| 14. Dezember | Richard Fiedler                  | deutscher Politiker (NSDAP), SS-Brigadeführer, MdR                                                              | 66    |       |
| 14. Dezember | Fritz Hagmann                    | Schweizer Ringer und Schwinger                                                                                  | 73    |       |
| 14. Dezember | Kurt Hahn                        | deutscher Pädagoge                                                                                              | 88    |       |
| 14. Dezember | Hans Högg                        | deutscher Architekt, Stadtplaner, Baubeamter und Hochschullehrer                                                | 73    |       |
| 14. Dezember | Walter Lippmann                  | US-amerikanischer Journalist und Schriftsteller                                                                 | 85    |       |
| 14. Dezember | Hans Muxfeldt                    | deutscher Chemiker (Organische Chemie) und Professor                                                            | 47    |       |
| 14. Dezember | Werner Osenberg                  | deutscher Materialwissenschaftler                                                                               | 74    |       |
| 14. Dezember | Wilhelm Pleyer                   | deutscher Autor                                                                                                 | 73    |       |
| 14. Dezember | John Ramsbottom                  | britischer Mykologe                                                                                             | 89    |       |
| 14. Dezember | Fritz Szepan                     | deutscher Fußballspieler                                                                                        | 67    |       |
| 14. Dezember | Carl Wurster                     | deutscher Chemiker und Wehrwirtschaftsführer                                                                    | 74    |       |
| 15. Dezember | Karin Branzell                   | schwedische Opernsängerin (Mezzosopran)                                                                         | 83    |       |
| 15. Dezember | Wilhelm Focke                    | deutscher Maler, Bildhauer, Flugzeugpionier, Erfinder, Poet und Fußballpionier                                  | 96    |       |
| 15. Dezember | Heinz-Joachim Heydorn            | deutscher Pädagoge und Politiker (SPD), MdHB                                                                    | 58    |       |
| 15. Dezember | Jørgen Peder Laurids Jørgensen   | dänischer Politiker (Radikale Venstre)                                                                          | 86    |       |
| 15. Dezember | Anatole Litvak                   | Filmemacher | 72    |       |
| 15. Dezember | Erich Walter Sternberg           | israelischer Komponist                                                                                          | 83    |       |
| 16. Dezember | Ernst Bollmann                   | deutscher Politiker (NSDAP), MdL                                                                                | 75    |       |
| 16. Dezember | Friedrich Meyer                  | Schweizer Industrieller                                                                                         | 81    |       |
| 16. Dezember | Iwan Alexejewitsch Susloparow    | sowjetischer Offizier                                                                                           | 77    |       |
| 16. Dezember | Theodor Thiele                   | deutscher Politiker (SPD), MdA                                                                                  | 68    |       |
| 16. Dezember | Kostas Varnalis                  | griechischer Dichter und Schriftsteller                                                                         | 90    |       |
| 16. Dezember | Orie Solomon Ware                | US-amerikanischer Politiker                                                                                     | 92    |       |
| 17. Dezember | Helmut Dreßler                   | deutscher Verleger                                                                                              | 64    |       |
| 17. Dezember | Hans Hausamann                   | Schweizer Fotograf und Nachrichtendienst-Offizier                                                               | 77    |       |
| 17. Dezember | Bohdan Heřmanský                 | österreichisch-tschechischer Maler                                                                              | 74    |       |
| 17. Dezember | Wilhelm Maßmann                  | deutscher Schachsammler und Schachkomponist                                                                     | 79    |       |
| 17. Dezember | Paul Mederow                     | deutscher Schauspieler und Hörspielsprecher                                                                     | 87    |       |
| 17. Dezember | Karl-Rudolf Sillak               | estnischer Fußballspieler                                                                                       | 68    |       |
| 17. Dezember | Rudolf Weiss                     | deutscher Schriftsteller                                                                                        | 54    |       |
| 17. Dezember | Eugene Worley                    | US-amerikanischer Jurist und Politiker                                                                          | 66    |       |
| 18. Dezember | Jakob Geri                       | israelischer Politiker, Minister für Handel und Wirtschaft in Israel                                            | 73    |       |
| 18. Dezember | Harry Hooper                     | US-amerikanischer Baseballspieler                                                                               | 87    |       |
| 18. Dezember | Edmond Luguet                    | französischer Radrennfahrer                                                                                     | 88    |       |
| 18. Dezember | Maximilien Vox                   | französischer Typograf                                                                                          | 80    |       |
| 19. Dezember | Anton Aulke                      | deutscher Lehrer und Schriftsteller                                                                             | 87    |       |
| 19. Dezember | Bernd von Brauchitsch            | deutscher Offizier                                                                                              | 63    |       |
| 19. Dezember | Ricardo Montero                  | spanischer Radrennfahrer                                                                                        | 72    |       |
| 19. Dezember | Otto Zurmühle                    | Schweizer Musikpädagoge, Dirigent und Arrangeur                                                                 | 80    |       |
| 20. Dezember | Akamatsu Kaname                  | japanischer Ökonom                                                                                              | 78    |       |
| 20. Dezember | Rajani Palme Dutt                | britischer kommunistischer Politiker, Journalist und Autor                                                      | 78    |       |
| 20. Dezember | Siegfried Fischer                | österreichischer Maler und Grafiker                                                                             | 75    |       |
| 20. Dezember | Helene Haluschka                 | österreichische Schriftstellerin                                                                                | 82    |       |
| 20. Dezember | Fritz Hartmann                   | deutscher Politiker (SPD)                                                                                       | 78    |       |
| 20. Dezember | William Edmund Hick              | britischer Kognitionswissenschaftler                                                                            | 62    |       |
| 20. Dezember | André Jolivet                    | französischer Komponist                                                                                         | 69    |       |
| 20. Dezember | Cy Marshall                      | US-amerikanischer Autorennfahrer                                                                                | 72    |       |
| 20. Dezember | Marcel Pellegrin                 | französischer Fußballspieler                                                                                    | 66    |       |
| 20. Dezember | Hellmuth Schwiedeßen             | deutscher Ingenieur und Hochschullehrer                                                                         | 71    |       |
| 20. Dezember | Otto Sienholz                    | deutscher Fußballspieler                                                                                        | 67    |       |
| 21. Dezember | Evert Björn                      | schwedischer Leichtathlet                                                                                       | 86    |       |
| 21. Dezember | Richard Long                     | US-amerikanischer Schauspieler                                                                                  | 47    |       |
| 21. Dezember | Otto Mödlagl                     | österreichischer Politiker (KPÖ)                                                                                | 75    |       |
| 22. Dezember | Heinz Auerswald                  | deutscher Maler                                                                                                 | 83    |       |
| 22. Dezember | Fosco Giachetti                  | italienischer Schauspieler                                                                                      | 74    |       |
| 22. Dezember | Sterling North                   | US-amerikanischer Schriftsteller                                                                                | 68    |       |
| 23. Dezember | Arthur Moyle, Baron Moyle        | britischer Politiker, Mitglied des House of Commons und Gewerkschafter                                          | 80    |       |
| 23. Dezember | Hans Müller                      | deutscher Sachbearbeiter und Politiker (NPD)                                                                    | 59    |       |
| 23. Dezember | Karl Mürdel                      | deutscher Bankmanager                                                                                           | 80    |       |
| 23. Dezember | Margarethe Poch-Kalous           | österreichische Kunsthistorikerin                                                                               | 59    |       |
| 23. Dezember | Amelio Poggi                     | italienischer Geistlicher, römisch-katholischer Erzbischof und Diplomat des Heiligen Stuhls                     | 60    |       |
| 23. Dezember | Peter A. Quinn                   | US-amerikanischer Jurist und Politiker                                                                          | 70    |       |
| 23. Dezember | Norman Squire                    | australischer Snookerspieler                                                                                    | 65    |       |
| 24. Dezember | Albert Defant                    | österreichischer Meteorologe und Ozeanograph                                                                    | 90    |       |
| 24. Dezember | Willi Enke                       | deutscher Psychiater, Neurologe und Hochschullehrer                                                             | 79    |       |
| 24. Dezember | Johan Arvid Hedvall              | schwedischer Chemiker                                                                                           | 86    |       |
| 24. Dezember | Edmund Hoffmann                  | deutscher Beamter, Mitbegründer des Bundes der Vertriebenen                                                     | 67    |       |
| 24. Dezember | Michael F. Kitt                  | irischer Politiker (Fianna Fáil)                                                                                | 60    |       |
| 24. Dezember | Theophil Spoerri                 | Schweizer Romanist                                                                                              | 84    |       |
| 24. Dezember | Tanaka Shigeho                   | japanischer Ichthyologe                                                                                         | 96    |       |
| 25. Dezember | Käthe Dahlem                     | deutsche KPD- und DFD-Funktionärin                                                                              | 75    |       |
| 25. Dezember | Giacomo Devoto                   | italienischer Linguist, Romanist und Lexikograf                                                                 | 77    |       |
| 25. Dezember | Carl Julius Haidvogel            | österreichischer Schriftsteller und Standesbeamter                                                              | 83    |       |
| 25. Dezember | Willi Henning-Hennings           | deutscher Bildhauer und Pädagoge                                                                                | 86    |       |
| 25. Dezember | Jean Mandel                      | deutscher Unternehmer, Mitbegründer des Landesverbandes der Israelitischen Kultusgemeinden in Bayern und des... | 63    |       |
| 25. Dezember | Dominik Schröder                 | deutscher Ethnologe und Mongolist                                                                               | 64    |       |
| 25. Dezember | Richard Stahlmann                | deutscher Funktionär der KPD/SED und stellvertretender Leiter des Außenpolitischen Nachrichtendienstes in de... | 83    |       |
| 25. Dezember | Hilda Zadiková                   | tschechoslowakisch-amerikanische Grafikerin                                                                     | 84    |       |
| 26. Dezember | Ludwig Altenhöfer                | deutscher Journalist und Politiker (CSU), MdL Bayern                                                            | 53    |       |
| 26. Dezember | Farid el Atrache                 | syrischer Sänger, Komponist und Schauspieler                                                                    | 59    |       |
| 26. Dezember | Jack Benny                       | US-amerikanischer Schauspieler und Radiomoderator                                                               | 80    |       |
| 26. Dezember | Frank Hussey                     | US-amerikanischer Leichtathlet                                                                                  | 69    |       |
| 26. Dezember | Armand Marcelle                  | französischer Ruderer                                                                                           | 69    |       |
| 26. Dezember | Ernst Mohr                       | deutscher evangelisch-lutherischer Pfarrer, Propst und Mitglied der Bekennende Kirche                           | 79    |       |
| 26. Dezember | Knudåge Riisager                 | dänischer Komponist                                                                                             | 77    |       |
| 26. Dezember | Erenbert Josef Schächer          | österreichischer Klassischer Philologe                                                                          | 74    |       |
| 26. Dezember | Oskar Schmidt                    | Schweizer Eishockeyspieler                                                                                      | 66    |       |
| 27. Dezember | Peter Breitner                   | deutscher Politiker (CSU)                                                                                       | 55    |       |
| 27. Dezember | Sam Comer                        | US-amerikanischer Szenenbildner                                                                                 | 81    |       |
| 27. Dezember | Slavomir Condanari-Michler       | österreichischer Rechtswissenschaftler                                                                          | 72    |       |
| 27. Dezember | Bob Custer                       | US-amerikanischer Schauspieler, vor allem in B-Western                                                          | 76    |       |
| 27. Dezember | Denis Farrelly                   | irischer Politiker (Fine Gael)                                                                                  | 62    |       |
| 27. Dezember | Wladimir Alexandrowitsch Fock    | russischer Physiker                                                                                             | 76    |       |
| 27. Dezember | Wiktor Stepanowitsch Komarow     | russischer Kirchenmusiker und Chorleiter                                                                        |       |       |
| 27. Dezember | Ned Maddrell                     | britischer Fischer und letzter Muttersprachler des Manx                                                         |       |       |
| 27. Dezember | Payne Ratner                     | US-amerikanischer Politiker                                                                                     | 78    |       |
| 27. Dezember | Rösli Spiess                     | Schweizer Musikerin und Musikpädagogin                                                                          | 78    |       |
| 27. Dezember | Knud Togeby                      | dänischer Romanist                                                                                              | 56    |       |
| 28. Dezember | Emma Bormann                     | Malerin und Graphikerin                                                                                         | 87    |       |
| 28. Dezember | Julius Deussen                   | deutscher Mediziner, Psychiater und Philosoph                                                                   | 68    |       |
| 28. Dezember | Max Döring                       | deutscher Politiker (KPD) und Widerstandskämpfer gegen den Nationalsozialismus                                  | 81    |       |
| 28. Dezember | Guido Fantoni                    | italienischer Ringer                                                                                            | 55    |       |
| 28. Dezember | Karl Holoubek                    | österreichischer Politiker (SPÖ), Abgeordneter zum Nationalrat, Mitglied des Bundesrates                        | 75    |       |
| 28. Dezember | Friedrich Leutwein               | deutscher Mineraloge                                                                                            | 63    |       |
| 28. Dezember | Eberhard Naumann zu Königsbrück  | sächsischer Unternehmer und Wissenschaftler                                                                     | 71    |       |
| 28. Dezember | Heinz Renkewitz                  | evangelischer Theologe der Brüder-Unität                                                                        | 72    |       |
| 28. Dezember | Takagi Taku                      | japanischer Literaturwissenschaftler, Musikkritiker und Schriftsteller                                          | 67    |       |
| 28. Dezember | Angelo Zorzi                     | italienischer Turner                                                                                            | 84    |       |
| 29. Dezember | Iwane Beritaschwili              | georgischer Neurophysiologe, Neuropsychologe und Hochschullehrer                                                | 89    |       |
| 29. Dezember | Herta Geffke                     | deutsche Politikerin und Parteifunktionärin (SED), MdV                                                          | 81    |       |
| 29. Dezember | Enrique González Mántici         | kubanischer Dirigent, Violinist und Komponist                                                                   | 62    |       |
| 29. Dezember | Anton Mahringer                  | österreichischer Maler                                                                                          | 72    |       |
| 29. Dezember | Alexander Lwowitsch Minz         | russischer Physiker und Funktechniker                                                                           | 79    |       |
| 30. Dezember | France Ačko                      | slowenischer Kirchenmusiker, Organist und Komponist                                                             | 70    |       |
| 30. Dezember | George Howard Earle              | US-amerikanischer Politiker                                                                                     | 84    |       |
| 30. Dezember | Ricardo Margarit                 | spanischer Ruderer                                                                                              | 90    |       |
| 30. Dezember | Nikolai Feofanowitsch Jakowlew   | russischer und sowjetischer Sprachwissenschaftler                                                               |       |       |
| 30. Dezember | Edvard Linna                     | finnischer Turner                                                                                               | 88    |       |
| 30. Dezember | Fritz Silberbauer                | österreichischer Grafiker und gilt als Mitinitiator der 1923 gegründeten Grazer Sezession                       | 91    |       |
| 31. Dezember | Charles E. Bohlen                | US-amerikanischer Diplomat                                                                                      | 70    |       |
| 31. Dezember | George Carey                     | britisch-kanadischer Eishockeyspieler                                                                           | 82    |       |
| 31. Dezember | Ekrem Cemilpascha                | osmanischer Offizier und kurdischer Politiker                                                                   | 83    |       |
| 31. Dezember | Mac Dalgleish                    | US-amerikanischer Tontechniker                                                                                  | 73    |       |
| 31. Dezember | David T. Griggs                  | US-amerikanischer Geophysiker                                                                                   | 63    |       |
| 31. Dezember | Robert Margulies                 | deutscher Politiker (FDP, DVP), MdL, MdB, MdEP                                                                  | 66    |       |
| 31. Dezember | Wilhelm Martens                  | deutscher Jurist, Präsident des Oberlandesgericht Karlsruhe                                                     | 85    |       |
| 31. Dezember | Robert Pache                     | Schweizer Fußballspieler                                                                                        | 77    |       |
| 31. Dezember | Sverre Petterssen                | norwegischer Meteorologe                                                                                        | 76    |       |
| 31. Dezember | Friedrich Scharf                 | deutscher Jurist und Politiker (NSDAP)                                                                          | 77    |       |
| 31. Dezember | Donalee L. Tabern                | US-amerikanischer Chemiker                                                                                      | 74    |       |
| 31. Dezember | Fritz Volkemer                   | deutscher Gewerkschafter und Politiker (SPD), MdL                                                               | 67    |       |
| Dezember     | Vinzenz Berger                   | deutscher Pflanzenzüchter                                                                                       | 91    |       |
| Dezember     | Kurt Stettler                    | Schweizer Radrennfahrer                                                                                         | 64    |       |